# Microrégion de Cerro Azul
La microrégion de Cerro Azul est l'une des cinq microrégions qui subdivisent la mésorégion métropolitaine de Curitiba dans l'État du Paraná au Brésil.
Elle comporte 3 municipalités qui regroupaient 28 885 habitants en 2006 pour une superficie totale de 3 472 km².

## Municipalités[1]
- Adrianópolis
- Cerro Azul
- Doutor Ulysses